# 2022年東澳大利亞洪水
2022年澳大利亚东部洪灾是全国有记录以来最严重的洪灾之一，一系列洪灾发生在昆士兰州东南部、宽湾-伯内特地区和新南威尔士州沿海部分地区。布里斯班遭受了严重的水灾，同时遭受水灾的还有玛丽伯勒、金皮、阳光海岸、卡布尔图、图文巴、伊普斯维奇、洛根市、黄金海岸、穆威伦巴、格拉夫顿、拜伦湾、巴利纳、利斯莫尔、中央海岸和悉尼的部分城市。
据了解，有22人在灾难中死亡。 在整个昆士兰东南部和Wide Bay-Burnett地区，近千所学校因洪水而关闭，进行了疏散，并建议公众避免非必要的旅行。 由于随后的供应链危机，整个地区报告了食品短缺，并影响到昆士兰内陆的社区。3月9日，澳大利亚总理宣布該國进入国家紧急状态。